# Саша Калајџић
Саша Калајџић (Беч, 7. јула 1997) аустријски је фудбалер, српског порекла, који тренутно наступа за Вулверхемптон и репрезентацију Аустрије.

## Репрезентативна статистика
Ажурирано 21. јуна 2021.
| Аустрија | Аустрија | Аустрија |
| Године   | Наступа  | Голова   |
| -------- | -------- | -------- |
| 2020.    | 2        | 0        |
| 2021.    | 9        | 4        |
| Укупно   | 11       | 4        |

### Голови за репрезентацију
| #  | Датум          | Место                    | Противник     | Гол   | Резултат       | Такмичење                                |
| -- | -------------- | ------------------------ | ------------- | ----- | -------------- | ---------------------------------------- |
| 1. | 25. март 2021. | Хемпден парк, Глазгов    | Шкотска       | 1 : 0 | 2 : 2          | Квалификације за Светско првенство 2022. |
| 2. | 25. март 2021. | Хемпден парк, Глазгов    | Шкотска       | 2 : 1 | 2 : 2          | Квалификације за Светско првенство 2022. |
| 3. | 28. март 2021. | Стадион Ернст Хапел, Беч | Фарска Острва | 3 : 1 | 3 : 1          | Квалификације за Светско првенство 2022. |
| 4. | 26. јун 2021.  | Вембли, Лондон           | Италија       | 1 : 2 | 1 : 2 (п.с.н.) | Европско првенство у фудбалу 2020.       |